# Швейцер Віра Лазарівна
Віра Лазарівна (Ревека Лейзерівна) Швейцер (30 жовтня 1887, місто Ростов-на-Дону, тепер Російська Федерація — 30 серпня 1950, місто Москва, Російська Федерація) — радянська партійна діячка, революціонерка, член ВЦВК. Член Центральної контрольної комісії ВКП(б) у 1927—1934 роках.

## Біографія
Народилася в єврейській родині. Мати — домовласниця, займалася великою торгівлею, батько — народний учитель, співчутливо відносився до революційного руху.
З 1902 року брала участь в революційному русі, учасниця Ростовського страйку.
Член РСДРП(б) з 1905 року.
Проводила пропагандистську роботу серед робітників, брала активну участь у грудневому збройному повстанні 1905 року у Ростові-на-Дону. У 1906 році увійшла до складу Донського комітету РСДРП, працювала секретарем і організатором. У 1906 році заарештована разом із усім комітетом у Ростові-на-Дону, отримала адміністративне заслання в Бердянськ. У 1907 році заарештована в Ростові за нелегальний приїзд в місто на судовий процес товаришів. Відправлена знову на адміністративне заслання.
У 1909 році переїхала до Санкт-Петербурга, де поступила на Вищі жіночі курси.
У 1909—1912 роках була на підпільній роботі в Санкт-Петербурзі, була пов'язана з Російською групою більшовицького ЦК РСДРП. Брала участь в роботі більшовицької центральної технічної групи із зв'язків в Росії та в роботі Російської організаційної комісії із скликання Празької конференції.
У 1912 році закінчила Вищі жіночі курси в Санкт-Петербурзі, але не складала випускного державного екзамену.
У липні 1912 року заарештована в Ростові-на-Дону, відконвойована до Тифлісу, де перебувала у в'язниці. З травня 1913 року засуджена до заслання в Сибір. З 1913 по вересень 1914 року разом із Суреном Спандаряном відбувала заслання в селі Іннокентіївці Канського повіту. З вересня 1914 по 1916 рік перебувала разом із Суреном Спандаряном на засланні в селі Монастирське Туруханського краю. Зустрічалася на засланні зі Сталіним. У серпні 1916 року виїхала до міста Красноярська, де в лікарні помер Спандарян. Віра Швейцер до березня 1917 року відбувала заслання в Ачинську, після Лютневої революції 1917 року була амністована. Переїхала до Петрограда, потім проживала в Тифлісі та Ростові-на-Дону.
У листопаді 1917 року переїхала до Петрограда. У 1917—1921 роках — у Вищій раді народного господарства (ВРНГ) РРФСР. У 1921—1922 роках — співробітниця економічного управління ВРНГ РРФСР.
У 1922—1923 роках — завідувачка Пензенської залізниці.
З 1924 року — в Народному комісаріаті просвіти Російської РФСР. Головний редактор журналу «Общественница».
У 1926—1932 роках — у Центральній контрольній комісії ВКП(б), керівник групи Народного комісаріату робітничо-селянської інспекції СРСР.
З 1932 року — заступник начальника Головного управління навчальних закладів Народного комісаріату важкої промисловості СРСР.
Потім — персональна пенсіонерка в Москві.
Померла 30 серпня 1950 року. Урна з прахом Швейцер поміщена в колумбарій (секція 66а) Новодівочого цвинтаря в Москві.

## Праці
- Спогади рядового підпільника про Сталіна. Москва, 1945-1946
- Сталін у Туруханському засланні: Спогади старого підпільника. 2-е вид., Москва: Молодая гвардия, 1943.
- спогади «Ростов-на-Дону в революції 1905 р і його зв'язок з кавказькими більшовиками»
- спогади «Підготовка до Празькій партійній конференції»
- спогади «Моя перша зустріч з В.І. Леніним»
- спогади «Талановитий організатор мас Серго Орджонікідзе»
- стаття «Російські жінки — більшовички»
- кіносценарій «Сурен Спандарян» (в співавторстві з М. Каграмановим), 1941

## Нагороди
- орден Трудового Червоного Прапора (22.03.1933)